# Taubensee (Kössen/Unterwössen)
Der Taubensee, früher auch Daubensee, ist ein rund 3,6 Hektar großer abflussloser See an der Grenze zwischen Deutschland und Österreich auf dem Gebiet der Gemeinden Kössen (entspricht der gleichnamigen Katastralgemeinde) und Unterwössen (Gemarkung Oberwössen). Die Staatsgrenze verläuft durch die Längsachse des Sees und teilt ihn in zwei etwa gleich große Teile. Mit einem Wasserspiegel von 1.138 Metern über dem Meeresspiegel ist er einer der höchstgelegenen Seen Deutschlands.
Der auch als „Auge des Chiemgaus“ bekannte See ist ausschließlich zu Fuß und mit Mountainbike über einige Bergwanderwege von Kössen, Schleching, Reit im Winkl sowie Unter- und Oberwössen aus zu erreichen.
Vermutlich lässt sich sein Name auf die heute noch häufig im See zu findenden Krebse zurückführen, die regional als „Daupn“ bezeichnet werden. Anfang Mai wird der See von zahlreichen Fröschen dominiert.